# Uroleucon floricola
Uroleucon floricola är en insektsart. Uroleucon floricola ingår i släktet Uroleucon och familjen långrörsbladlöss. Inga underarter finns listade i Catalogue of Life.